# Lethal
Lethal es una banda de heavy metal argentino. Fue fundada en el año 1987 por Claudio Ortiz y Pablo Álvarez, luego de la disolución de una banda llamada Legión.

## Historia

### Primeros años
Los orígenes de Lethal se remontan a 1987 en la localidad de Villa Martelli y fue compuesto por varios antiguos integrantes de la banda "Letal". El nombre es un pequeño homenaje que Pablo Álvarez le hace al difunto Ricardo "Chofa" Moreno, guitarrista y fundador de V8 fallecido en 1984, junto con el cual formó parte brevemente de un proyecto con ese nombre, aunque sin la "H". La dificultad para realizar presentaciones en vivo, hizo que la banda pasara su tiempo ensayando. Primero se dedicaron al heavy metal tradicional, pero pronto se inclinaron hacia el thrash metal.

### Primeras grabaciones
Un par de años después, consiguen contrato con Halley Records, y Álvaro Villagra les graba su primer disco. Antes de editarlo fueron parte del festival Halley En Obras II, junto a Alvacast, Kamikaze, JAF, Alakrán y Rata Blanca. Su álbum, titulado Bienvenidos a mi reino fue editado poco después. Y también participaron del festival Metal En Acción, en el estadio de Vélez Sarsfield, junto a 2112, Hermética, Horcas, Riff, Kamikaze y Alakrán.
Al grupo le fue bastante bien en una encuesta anual a los lectores de la revista Madhouse: el grupo entró tercero, el disco segundo, y el tema «King Of The Ring» primero. 
Durante 1991 telonearon las visitas de los brasileños Sepultura, en Halley, y Ratos de Porão en la ciudad de Córdoba. Tocaron en Uruguay con Chopper, y participaron del Halley en Obras III.
Su siguiente trabajo, Warriors es editado al año siguiente, y con la excepción de «Vida artificial», todos sus temas son cantados en inglés. El cantante Tito García pasó notoriamente desde un registro hiperagudo con abundancia de falsetes a un estilo ronco y grave a lo Pantera en este álbum, que fue editado en Uruguay y México. Telonearon a Ratos de Porão por segunda vez, a Outpatients, Anthrax y a Pantera.

### Radio Olmos
Durante 1993, se presentaron en un festival en vivo en el penal de Olmos junto a Hermética, Attaque 77, Pilsen, Massacre y A.N.I.M.A.L.. Se editó un disco de aquel festival, titulado Radio Olmos; en el cual Lethal aportó los temas «Rompiendo el silencio» y «Sucio y desprolijo» (un cover de Pappo). En una reedición posterior se incluyó también «Warriors in the night». 
En 1994, se editó Maza en varios países, y se grabó un videoclip del tema que da nombre al disco. Este álbum dejó clásicos como «Maza» o «Chicos de la calle».

### Hiato
Durante 1995, telonean por segunda vez a Pantera en el Estadio Ferrocarril Oeste. A fin de año Charly Guillén deja el grupo para formar Toxina (se presume que a causa de la enfermedad del sida, de la que fallecería en 1996), y Lethal pasa así a ser un cuarteto. Su cuarto disco, Efecto tequila, se demora debido a que el sello Iguana no acepta grabarles un disco sino un EP, y finalmente ni siquiera lo editan, por lo que el grupo se pasa a Roadrunner. Como en este nuevo sello no pretenden editar un EP, pero tampoco grabar temas nuevos, el disco cuenta con apenas 5 temas novedosos y luego otros de los primeros discos, ya descatalogados, también en 1996 telonean a los alemanes Accept, y en 1997 telonenan a los norteamericanos Testament
En 1998 tras telonear a Megadeth y luego de una agotadora seguidilla de recitales, se toman unas vacaciones por unos meses. El último disco, Lethal 5.0, se edita en 1999, con un estilo muy cambiado (incluyendo un DJ) que provoca el alejamiento de los viejos fanes, y luego el grupo se separa.

### Regreso a los escenarios
Se reunieron para un recital en 2004, al cual asistieron 1200 personas aproximadamente. Lethal se reúne con los miembros originales y asisten a festivales como el Metal Under de Pico Truncado realizado en Santa Cruz en el 2007, y otros recitales en el interior del país durante 2008. El 18 de abril de 2008, muere Luis Sánchez, baterista original de Lethal.
En 2010 el grupo regresa a la actividad plena y lanza Inyección Lethal. Tito García y Eddie Walker quedan como únicos integrantes originales, con la adición de Sergio Gómez en batería y Ramón López en guitarras.
En el año 2015, tras cinco años de su última producción; la banda edita su séptimo trabajo discográfico de estudio, titulado Hasta la muerte.
En octubre de 2023, la banda lanza su octavo album Somos Thrash

## Integrantes

### Miembros actuales
- Tito García: Cantante (1987-2000, 2007-presente)
- Ramón López: Guitarra (2009-presente)
- Eddie Walker: Bajo (1991-2000, 2007-presente)
- Sergio Gómez: Batería (2007-presente)

### Miembros anteriores
- Charly Guillén: Guitarra (1987-1995; fallecido 1996)
- Claudio Ortiz: Guitarra (1987-1989, 1991-2000, 2007-2009)
- Oscar Castro: Guitarra (1989-1991)
- Pablo Álvarez: Bajo (1987-1991)
- Luis Sánchez: Batería (1987-1997; fallecido 2008)
- Diego Yorio: Batería (1997-2000)

## Discografía
- Bienvenidos a mi reino - 1990
- Warriors - 1992
- Maza - 1993
- Efecto Tequila - 1996
- Lethal 5.0 - 1999
- Inyección Lethal - 2010
- Hasta la muerte - 2015
- Somos Thrash - 2023